# Jens Plücker
Jens Plücker (* 1972 in Haan) ist ein deutscher Hornist.

## Werdegang
Jens Plücker erhielt seinen ersten Hornunterricht im Alter von neun Jahren bei Stefan Beyer in Essen. 1985 wechselte er zu Clara-Christine Hohorst (Hornistin bei den Essener Philharmonikern) und ab 1987 war er Jungstudent bei Wolfgang Wilhelmi an der Musikhochschule Essen. Sein Studium begann er 1991 bei Erich Penzel an der Musikhochschule Köln. 1992 und 1993 arbeitete er bei den Remscheider Sinfonikern und beim Saarländischen Rundfunk als Aushilfe. Seine erste Festanstellung erhielt Jens Plücker 1994 als 1. Solohornist bei den Bochumer Sinfonikern. 1996 wechselte er in gleicher Position zum Staatsorchester Hamburg. 2002 gewann er die Stelle des 1. Solohornisten beim Radio Sinfonieorchester des NDR Hamburg.
Neben Aushilfstätigkeiten unter anderem bei den Berliner Philharmonikern, dem Bayerischen Rundfunksinfonieorchester München, dem SWR Stuttgart, der Staatsoper München, dem Hamburgischen Staatsorchester, dem Melbourne Symphony Orchestra und den Münchener Philharmonikern ist Jens Plücker als Solist tätig. Er trat mit dem NDR Sinfonieorchester, den Hamburger Philharmonikern, dem Mozarteumorchester Salzburg, der Philharmonia Hungarica, den Bochumer Sinfonikern und dem Landesjugendorchester Bremen auf. Im Herbst 2015 soll ihn das Landesjugendorchester Schleswig-Holstein beim Hornkonzert von Richard Strauss begleiten.
Bis 1999 war Plücker Mitglied im Delos-Holzbläserquintett, mit dem er im In- und Ausland konzertierte und  CD- und Rundfunkaufnahmen für den BR, SWR, WDR und NDR einspielte. Das Ensemble gewann 1993 den 1. Preis beim Internationalen Kammermusikwettbewerb in Osaka/Japan sowie 1994 den 1. Preis beim Deutschen Musikwettbewerb. Seit der Gründung im Jahr 2004 ist Jens Plücker Mitglied bei NDR Brass, mit dem er  unter anderem beim Schleswig-Holstein Musik Festival gastierte.
Seit Mai 2010 ist Jens Plücker im Orchestervorstand des NDR Sinfonieorchesters und seit Juni 2012 Geschäftsführer der Akademie des NDR Sinfonieorchesters e.V. Zudem engagiert er sich in der jungen norddeutschen philharmonie. 2014 ist er im Lied Sein von Andreas Bouranis zweiten Studioalbum Hey zu hören. Im Jahr 2015 ist Jens Plücker Schirmherr des Instrument des Jahres, dem Horn.

## Preise und Auszeichnungen
- 1994: Förderpreis (4. Platz) beim internationalen Hornwettbewerb in  Markneukirchen
- 1994: 1. Preis beim internationalen Wettbewerb der Mozartgesellschaft München
- 2000: Eduard-Söring Preis der Stadt Hamburg